# قلعه داراب خان
قلعه داراب خان مربوط به دوره قاجار است و در شهرستان دشتی، روستای شنبه واقع شده و این اثر در تاریخ ۹ اردیبهشت ۱۳۸۲ با شمارهٔ ثبت ۸۴۰۱ به‌عنوان یکی از آثار ملی ایران به ثبت رسیده است.